# Улан хальмг (1919)
Улан Хальмг (калм. Красный калмык) — первая советская газета на калмыцком языке. Выходила в 1919—1920 гг.

## История
Издание газеты «Улан хальмг» было организовано политотделом калмыцких воинских частей 10-й Красной Армии. Непосредственными инициаторами издания «Улан хальмг» стали калмыцкий поэт Харти Кануков, который на основе печатных агитационных листовок для красноармейцев-калмыков выпустил в октябре 1919 года первый номер газеты. В издании газеты принимал участие также командир Калмыцкого кавалерийского полка Василий Алексеевич Хомутников.
Газета «Улан хальмг» печаталась в Саратове на русском и калмыцком языках. Тираж газеты достигал четырёх тысяч экземпляров. Всего вышло 36 номеров. В конце 1920 года газета «Улан Хальмг» прекратила своё издание.